# Rezolucja Rady Bezpieczeństwa ONZ nr 2650
Rezolucja Rady Bezpieczeństwa ONZ nr 2650 została przyjęta jednomyślnie 31 sierpnia 2022 r.
Rada przedłużyła mandat Sił Pokojowych ONZ w Libanie na kolejny rok, do dnia 31 sierpnia 2023 r.